# Rainbow Bridge (Niagara Falls)
Die Rainbow Bridge bei den Niagarafällen ist eine Bogenbrücke aus Stahl, die die Niagara-Schlucht überquert. Sie verbindet die Städte Niagara Falls (New York) im Osten und Niagara Falls (Ontario) im Westen und verläuft somit über die Grenze zwischen Kanada und den Vereinigten Staaten.

## Geschichte
Die Rainbow Bridge entstand in der Nähe der früheren Upper Steel Arch Bridge, deren Zusammenbruch am 27. Januar 1938 von einer Eisbarriere im Fluss verursacht wurde. Eine gemeinsame kanadische und US-amerikanische Kommission hatte bereits über einen Neubau beratschlagt, als der Einsturz die Angelegenheit dringlicher machte. König George VI. und Königin Elizabeth widmeten den Bauplatz während ihres Besuchs der Niagarafälle anlässlich der Besuchsreise in Kanada 1939; aus diesem Anlass wurde ein Gedenkstein errichtet. Baubeginn war im Mai 1940, die offizielle Eröffnung der Brücke fand am 1. November 1941 statt.

## Lage
Auf kanadischer Seite ist die Brücke durch das Ontario Ministry of Transportation als Teil des Highway 420 ausgewiesen, obwohl sie vom Rest der Fernstraße durch eine Regionalstraße getrennt ist. Auf US-Seite wird die Straße über den Fluss durch das New York State Department of Transportation als New York State Reference Route 955A bezeichnet, ist aber nicht als solche ausgeschildert. Die New York State Routes 104 und 384 sowie der nördliche Abschnitt des Robert Moses State Parkway enden an der letzten Kreuzung vor der Brücke und keine dieser Fernstraßen führt zur Brücke hin. U.S. Highway 62 endet zwei Straßenblöcke weiter nördlich an der State Route 104.
Zum Komplex auf der kanadischen Seite gehört der Rainbow Tower, in dem sich ein Glockenspiel befindet, das mehrmals täglich zu hören ist.
Die Brücke ist für den Schwerlastverkehr nicht zugelassen, Lastkraftwagen müssen über die Peace Bridge oder die Lewiston–Queenston Bridge fahren. Für Pkws ist sie – nur in Richtung Kanada – mautpflichtig. Für die Grenzabfertigung existieren auf beiden Seiten vielspurige Kontrollgebäude. 

## Beschreibung
Die Rainbow Bridge überquert die Schlucht des Niagara River sowie auf der kanadischen Seite die am Hochufer entlangführende River Road und den Robert Moses Parkway auf der amerikanischen Seite. An den beiden Enden der Brücke befinden sich ausgedehnte Plazas für die Grenzabfertigung. Sie hat zwei Fahrspuren in jeder Richtung und auf der den Niagarafällen zugewandten Südseite einen 3,3 m breiten Gehweg. Die Rainbow Bridge ist eine eingespannte Stahl-Bogenbrücke mit aufgeständerter Fahrbahn. Das gesamte Brückenbauwerk einschließlich der Vorbrücken über die beiden Straßen ist 442 m (1450 ft) lang. Die Bogenbrücke wird von Stahlbeton-Vorbrücken mit Rundbögen auf hohen Pfeilern eingerahmt, die das Brückendeck mit dem Hochufer verbinden. Daran schließt sich auf beiden Seiten eine Plattenbalkenbrücke über die Straßen an. Der Brückenbogen besteht aus zwei stählernen Hohlkästen mit einer Bauhöhe von 3,65 m im seitlichen Abstand von 17 m, die durch Dreiecksverbände gegeneinander ausgesteift sind. Die Spannweite des Brückenbogens beträgt 289,5 m (950 ft). Die großen Betonblöcke, die die Kämpfer für die Bögen bilden, stehen 15 m vom Ufer entfernt in einer Höhe von ebenfalls 15 m über dem Flusswasser, so dass sie auch von größeren Eisstaus nicht erreicht werden können. Die Oberkante des Brückendecks befindet sich 61,5 m über dem Fluss.
Der Entwurf der Brücke stammt von dem Ingenieurbüro Wadell & Hardesty, das 21 Jahre später unter seinem Namen Hardesty & Hanover auch die Pläne für die Lewiston-Queenston Bridge erstellte. Die Lewiston-Queenston Bridge ist zwar keine direkte Kopie der Rainbow Bridge, hat aber ähnliche Abmessungen und sieht fast genauso aus.

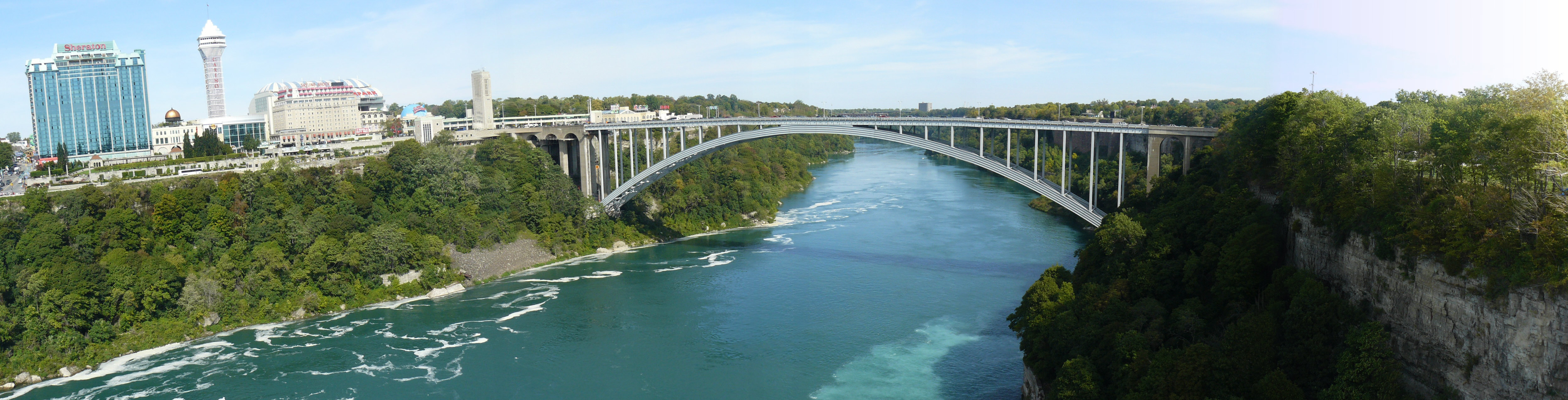
Panorama-Ansicht der Rainbow Bridge in Niagara Falls.